# Établissement pénitentiaire de Pöschwies
Justizvollzugsanstalt Pöschwies
L'établissement pénitentiaire de Pöschwies (en allemand : Justizvollzugsanstalt Pöschwies) est une prison située sur la commune de Regensdorf dans le canton de Zurich. Le complexe carcéral est destiné à accueillir des détenus masculins dans les régimes de détention de la détention préventive, de l'exécution de peines ou de mesures et du travail extérieur. 

## Description

### Présentation

#### Description générale
L'établissement pénitentiaire de Pöschwies est situé à Regensdorf. Géré par le canton de Zurich, le complexe carcéral accueille uniquement des détenus masculins. Il permet l'incarcération dans les régimes de la détention préventive et de l'exécution de peines ou de mesures.

#### Capacité et organisation
L'établissement dispose d'un total de 376 places en milieu fermé, ce qui fait de lui le plus grand établissement en milieu fermé de Suisse,. Ces places sont divisées dans plusieurs secteurs :
- 30 places en secteur d'entrée : secteur destiné à accueillir les personnes détenues les premiers jours de leur incarcération (découverte de l'établissement et de son règlement, etc.).
- 60 places en secteur de transition : secteur intermédiaire permettant un passage moins conflictuel entre le secteur d'entrée et les secteurs de détention classique (moments de vie en petit groupe, etc.).
- 192 places en exécution normale de peine : huit secteurs destinés à permettre l'exécution normale des peines. Les détenus ont accès à des places de travail et bénéficient de moments en groupe.
- 20 places de sécurité : deux secteurs destinés à accueillir des détenus présentant un niveau de risques élevé (agression du personnel ou de codétenu, évasion, etc.)
- 19 places en secteur d'intégration : secteur destiné à l'accueil des détenus souffrant de troubles mentaux et nécessitant une prise en charge spécifique et adaptée.
- 30 places en secteur âge et santé : secteur destiné à l'accueil des détenus de plus de 60 ans et de ceux souffrant de maladies ou de problèmes d'addiction nécessitant une prise en charge spécifique et adaptée.
- 24 places en secteur psychiatrique : secteur destiné à l'accueil des détenus placés sous mesure institutionnelle thérapeutique.

#### Évolution de la capacité
En 1997, la capacité de l'établissement est augmentée de 60 places. Puis, en 2004, le doublement de l'occupation de certaines cellules permet l'ajout de 58 nouvelles places de détention. Toutefois, une partie de ces cellules doublées sont fermées en 2015. Enfin, en 2018, 30 nouvelles places sont inaugurées.

### Structure annexeHaus Lägern
À partir de 1998, une structure annexe favorisant la réinsertion des détenus en fin de peine est ouverte,. Dotée de 23 places, la Haus Lägern permet aux détenus de bénéficier d'un régime de détention favorisant le travail et les activités professionnelles, y compris à l'extérieur de l'enceinte de l'établissement. Un accompagnement social en vue de la réinsertion est également proposé avec par exemple la recherche d'un logement.

### Histoire
Jusqu'en 1995, le pénitencier de Regensdorf accueille des détenus sous l'autorité du canton de Zurich. Puis, l'établissement moderne de Pöschwies est inauguré. La structure est rapidement agrandie en 1997 et complétée par l'ouverture d'une entité destinée au travail externe en 1998, la Haus Lägern.

Vues aériennes du pénitencier de Pöschwies
Le pénitencier (en haut au centre) en 1923
Le pénitencier en 1925
Le pénitencier en 1925
Le pénitencier en 1949
Le pénitencier en 1962

En 2004, certaines cellules individuelles sont doublées mais une partie de ces doublements seront de nouveau individualisés en 2015. À partir de 2009, un secteur spécifique destiné à l'accueil des détenus souffrant de troubles psychiatriques et condamné à une mesure thérapeutique institutionnelle est ouvert. Finalement, une nouvelle augmentation de la capacité d'accueil de l'établissement de Pöschwies est réalisée en 2018.

## Conditions de détention

### Aspects généraux
En 2017, l'établissement pénitentiaire de Pöschwies était l'un des rares en Suisse à donner aux détenus une partie de leur pécule sous forme d'argent liquide.
Afin d'assurer les pratiques cultuelles musulmanes, d'accompagner spirituellement les détenus de cette confession et de lutter contre les risques de radicalisation en milieu carcéral, le canton de Zurich décide l'embauche d'un imam-aumônier à plein temps en 2017. Bien que loué par les autorités fédérales et intercantonales, ce choix s'oppose à de nombreuses difficultés pratiques (ex : obtention d'un master en théologie et d'un certificat d'études spécialisées) et certaines méfiances dans la population (liées notamment aux origines étrangères de la plupart des imams pressentis).

### Cellules roses
À l'instar d'autres établissements helvétiques et européens, l'établissement pénitentiaire de Pöschwies expérimente dans les années 2010 le concept de cellule rose. Reposant sur des travaux de médecine et de psychologie, les cellules roses ont la caractéristiques d'avoir leurs murs peints en rose. D'après certaines recherches, cette couleur permettrait de diminuer le stress et l'agressivité des détenus.
Les cellules roses sont toutefois critiquées par plusieurs experts, notamment en Suisse romande. Ainsi, certains reprochent à ces cellules de déstabiliser profondément les détenus, individus appartenant à un milieu caractérisé par une culture machiste. D'autres ne voient dans ces cellules que des artifices de communication, détournant l'attention et les budgets d'autres mesures jugées plus efficaces mais moins en vogue. Finalement, l'efficacité même des cellules roses est mise en cause par certaines études scientifiques,,.

## Faits divers

### Décès au sein de l'établissement
En janvier 2008, un détenu, condamné pour des affaires de viol et de meurtre, viole et tue un jeune codétenu. Le meurtrier, au bénéfice d'un suivi psychiatrique et considéré comme dangereux et inguérissable, n'était pas placé à l'isolement par les autorités zurichoises. En réponse aux critiques, celles-ci indiquent disposer de 6 places de haute sécurité (15 en Suisse alémanique) pour environ 180 détenus dangereux, que le détenu n'avait pas montré de signaux avant-coureurs pouvant déclencher une réponse de la direction de l'établissement et que l'isolement n'est pas une pratique pénitentiaire pouvant être maintenue dans le temps. La victime, condamnée pour des affaires de stupéfiants, devait être libérée le mois suivant.
Un détenu est retrouvé mort dans sa cellule en septembre 2016, probablement à la suite d'un suicide. 

### Bagarres et mouvements de détenus
En mai 2020, une bagarre entre quatre détenus éclate au sein de l'établissement. Un détenu, muni d'une arme de fortune pointue, blesse gravement un autre prisonnier.